# Her Majesty's Theatre

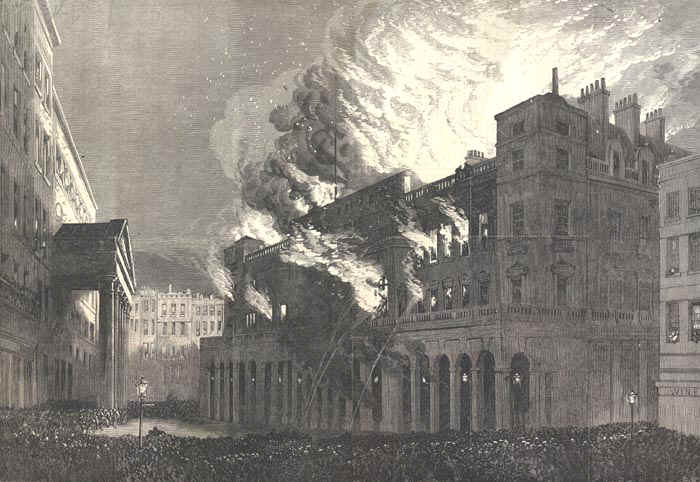
Her Majesty's Theatre under branden 1867.

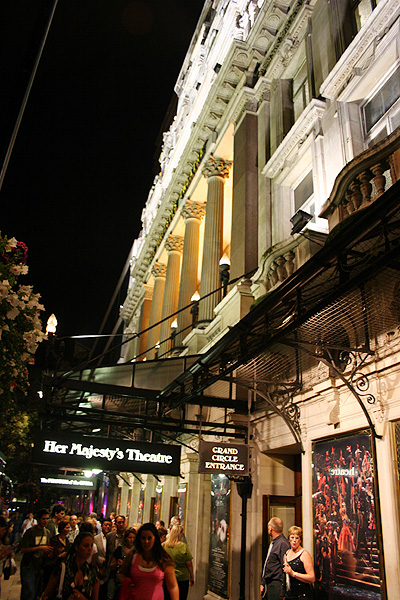
Her Majesty's Theatre i september 2005.

Her Majesty's Theatre är en teater vid Haymarket i stadsdelen West End i London. 
Den nuvarande byggnaden ritades av Charles J. Phipps och byggdes 1897 för Herbert Beerbohm Tree, skådespelare och impressario, som etablerade Royal Academy of Dramatic Art vid denna teater. I början av 1920-talet producerade Tree flera spektakulära pjäser av Shakespeare och andra klassiska verk, och premiärer av stora dramatiker som George Bernard Shaw, J. M. Syngena, Noël Coward och J. B. Priestley. Sedan första världskriget har teaterns breda placering gjort sig lämplig för storskaliga produktioner och teatern har numera specialiserat sig på musikaler.
Teatern grundades av arkitekten och dramatikern John Vanbrugh, år 1705, som Queen's Theatre. Dramer utan musik var förbjudet enligt lag, i alla utom de två Londonteatrar, som hade patent; King's Company och Duke's Company. Dessa hade förenats i United Company på Drury Lane Theatre, men 1695 splittrades de och en grupp började uppträda under Thomas Betterton i en bristfällig lokal på Lincoln's Inn Fields Theatre, och John Vanbrugh syfte var att bygga en bättre lokal åt Bettertons teatersällskap. 
Från början uppfördes lustspel av John Vanbrugh och William Congreve men snart blev teatern operahus för italiensk och inhems poera. Mellan 1711 och 1739 uruppfördes över 25 operor av Georg Friedrich Händel här. 
Man försökte omkring 1775 förgäves konkurrera med Drury Lane Theatre och Covent Garden-operan.
I början av 1800-talet var teatern som var tvungen att flytta till Royal Opera House, Covent Garden år 1847, och presenterade de första föreställningarna i London av Mozarts La Clemenza di Tito, Così fan tutte och Don Giovanni samt värd för balettföreställningar innan man återvände som värd för premiärer av kända operor Bizets Carmen och Richard Wagner Der Ring des Nibelungen.
Det har förekommit förändringar av teaterns namn som har samband med monarkens kön. Den hette först King's Theatre 1714 under Georg I:s tid. Den omdöptes till Her Majesty's Theatre 1837. Sedan var teatern känd som His Majesty's Theatre åren 1901 till 1952, och det blev återigen "Her Majesty's" när Elizabeth II var regent. Efter hennes död 2022 kommer teaterns namn åter att bli His Majesty's Theatre. Teatern har 1216 sittplatser och ägs sedan år 2000 av Really Useful Group. Marken hyrs genom ett långsiktigt avtal med Crown Estate. Sedan 1986 spelas Andrew Lloyd Webbers The Phantom of the Opera på teatern.